# Zamiàcies
Les zamiàcies (Zamiaceae) són una família de gimnospermes de la divisió Cycadophyta que superficialment semblen palmeres o falgueres. Està dividida en dues subfamílies i 8 gèneres amb unes 150 espècies que viuen en regions tropicals o temperades càlides d'Àfrica, Austràlia, Amèrica del Nord i Amèrica del Sud.
Alguns membres de les Zamiaceae són plantes verinoses produint glucòsids coneguts amb el nom de cicasines.

## Gèneres
- Subfamília Encephalartoideae
  - Tribu Diooeae
    - Dioon Lindl.

  - Tribu Encephalarteae
    - Subtribu Encephalartinae
      - Encephalartos Lehm.

    - Subtribu Macrozamiinae
      - Macrozamia Miq.
      - Lepidozamia Lehm.
- Subfamília Zamioideae
  - Tribu Ceratozamieae
    - Ceratozamia Brongn.

  - Tribu Zamieae
    - Subtribu Microcycadinae
      - Microcycas (Miq.) A.DC.

    - Subtribu Zamiinae
      - Chigua D.W.Stev.
      - Zamia L.[1]

Algunes classificacions també posen el gènere Bowenia dins les Zamiaceae.

## Galeria

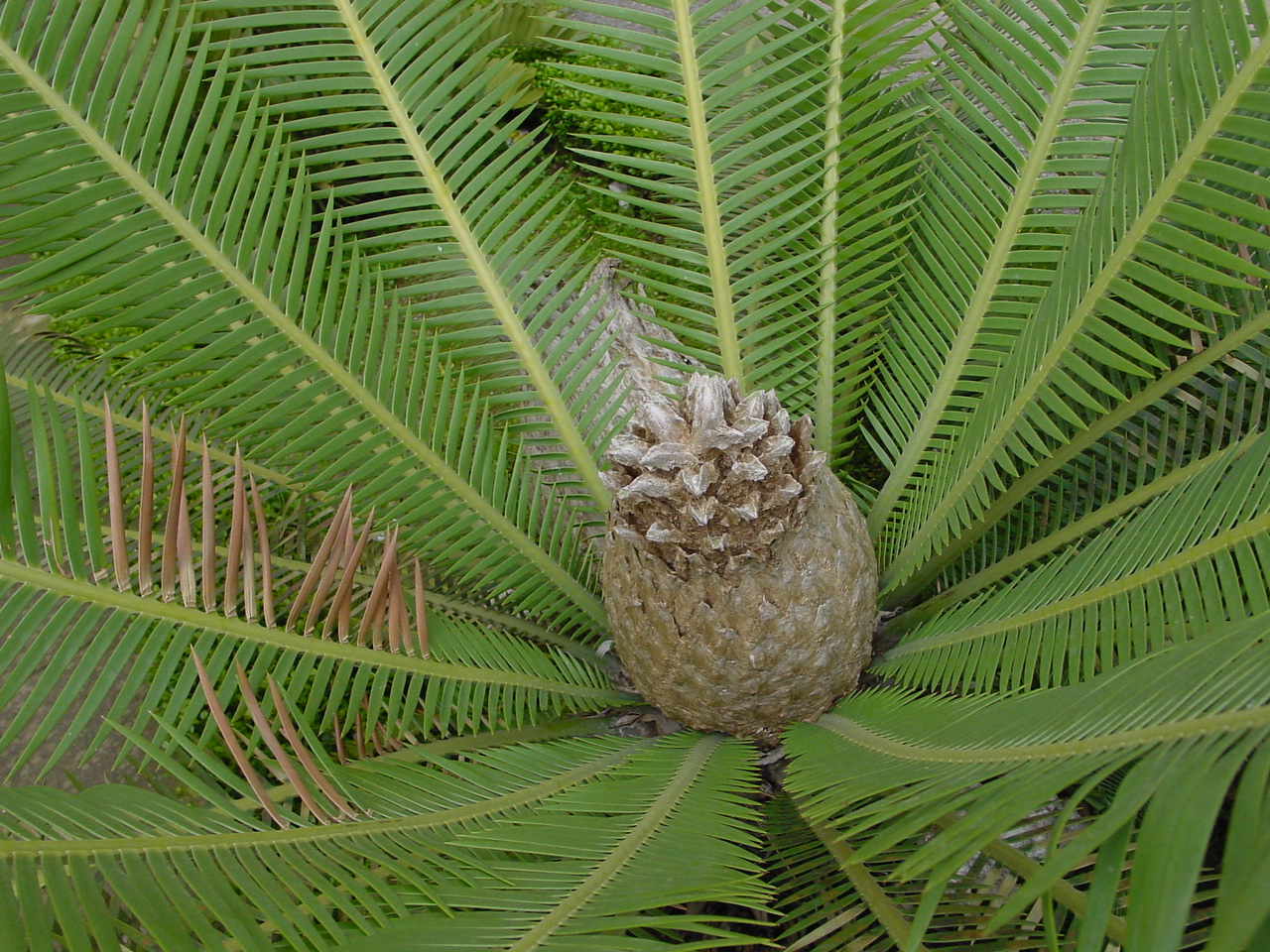
Dioon edule
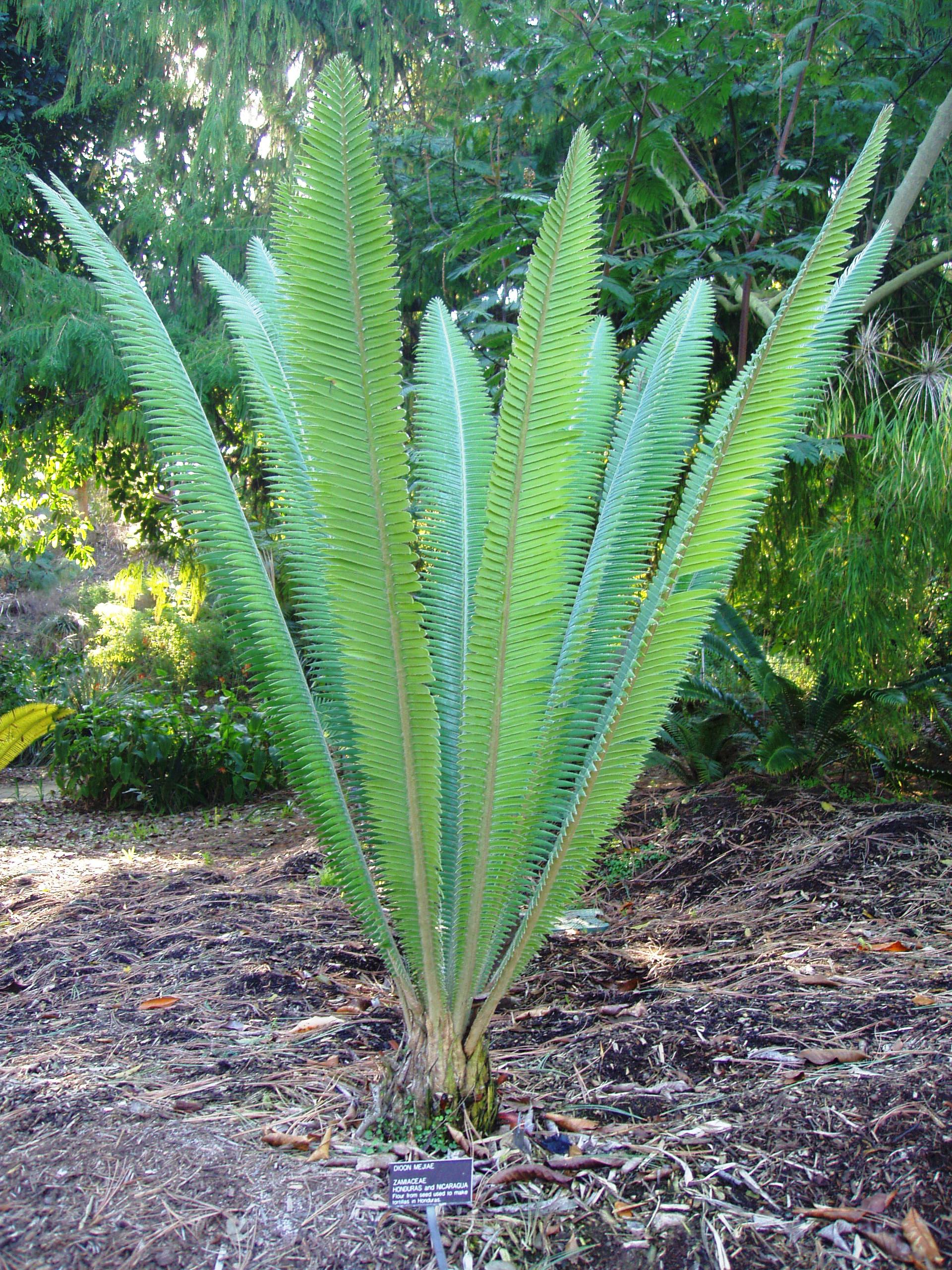
Dioon mejiae
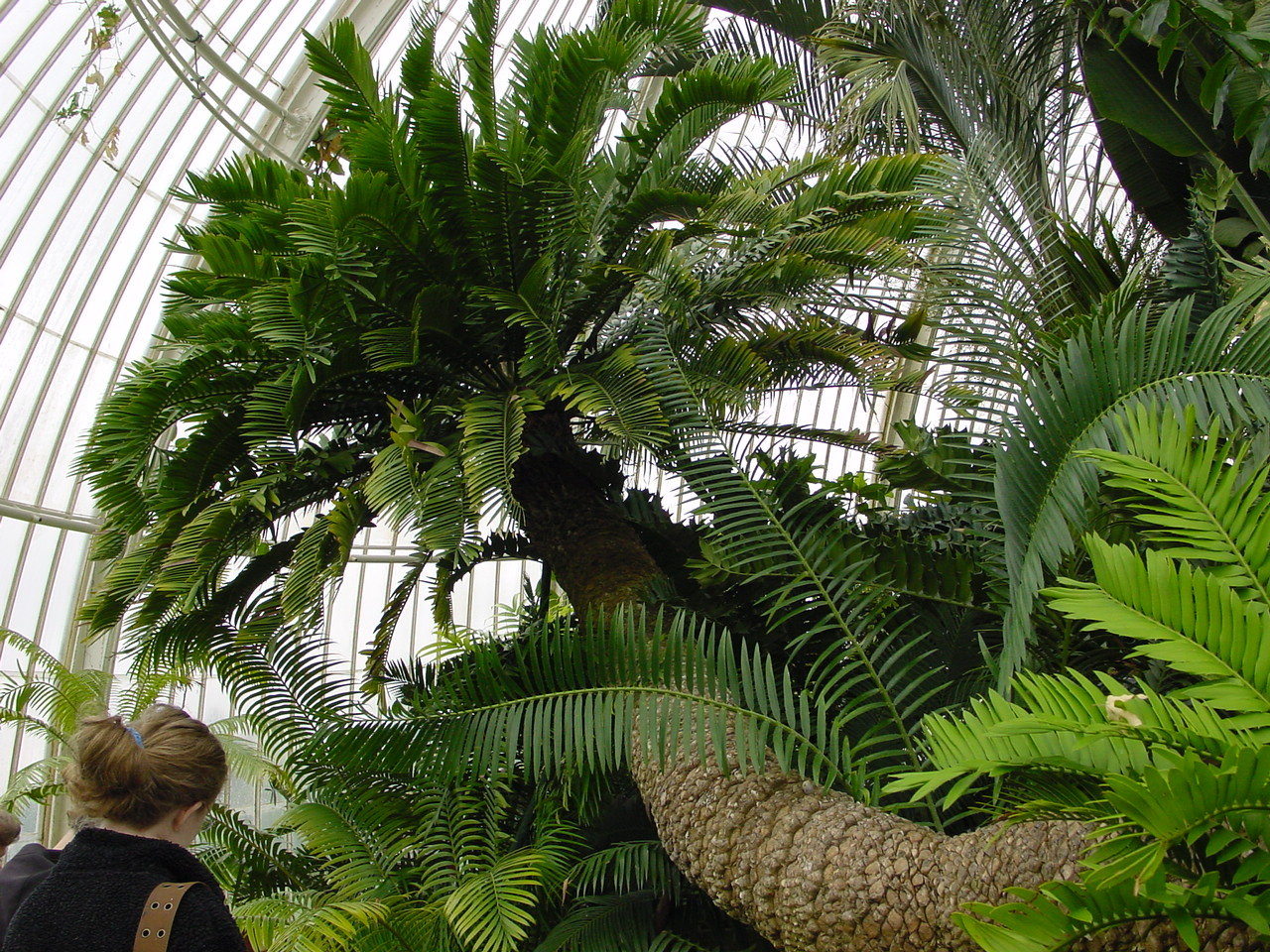
Encephalartos altensteinii
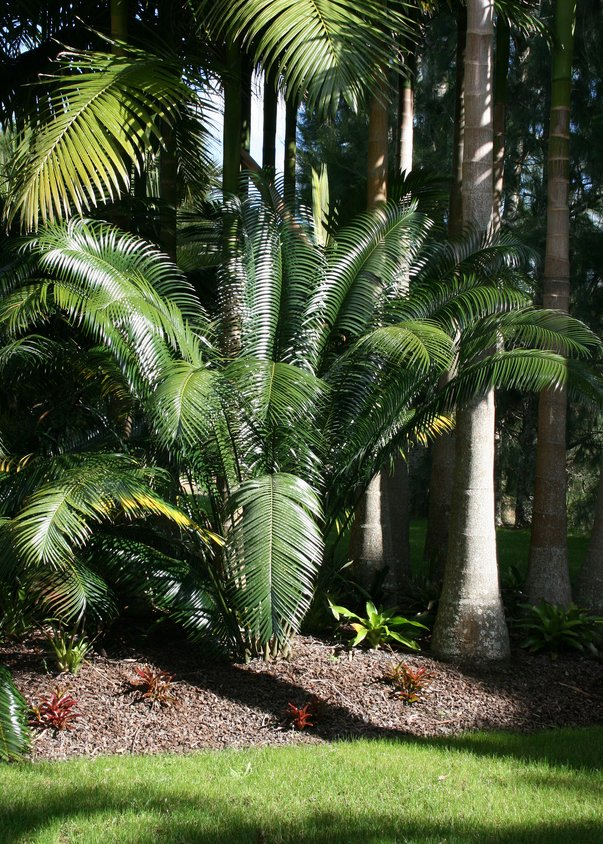
Lepidozamia peroffskyana
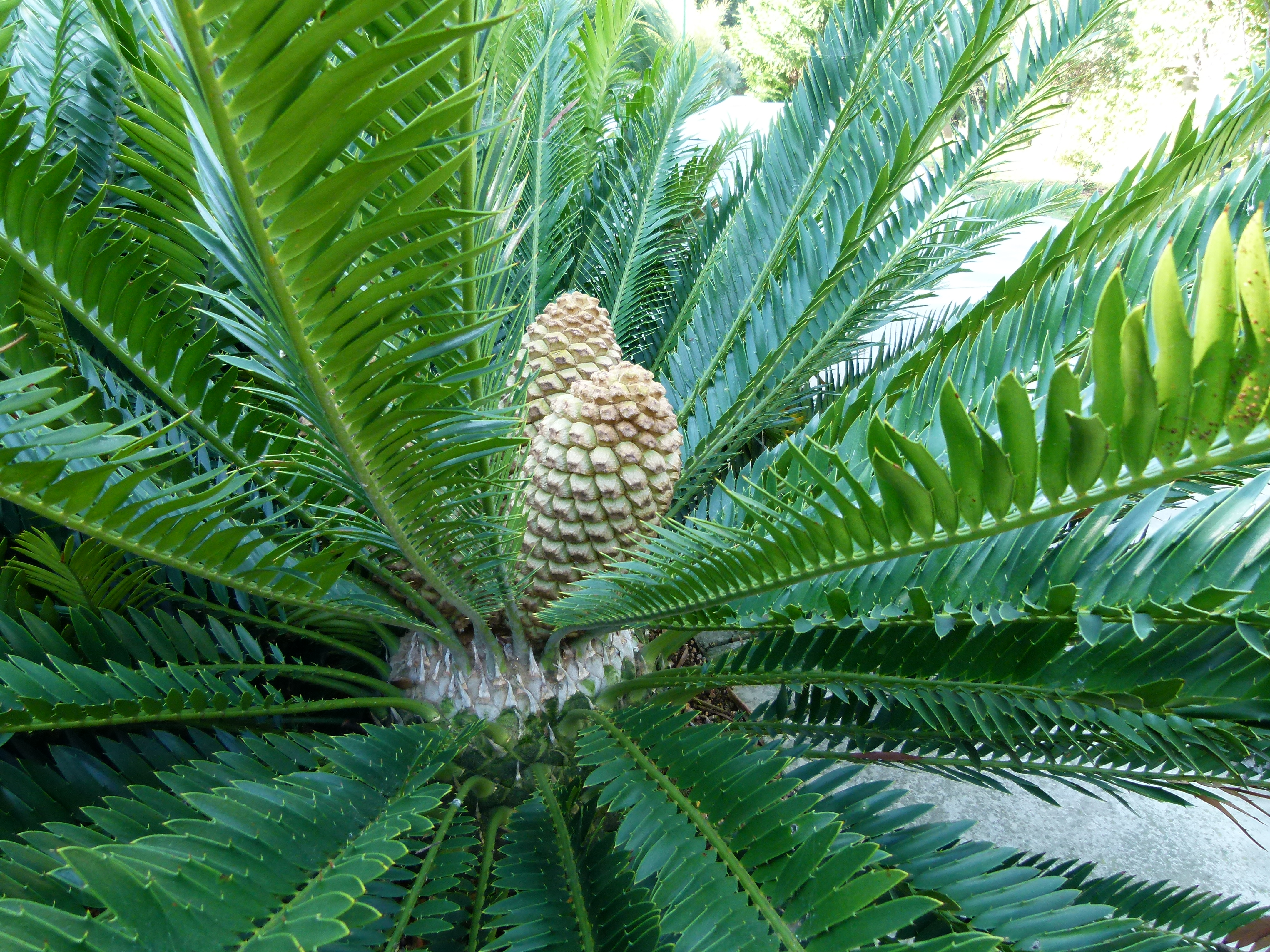
Macrozamia moorei
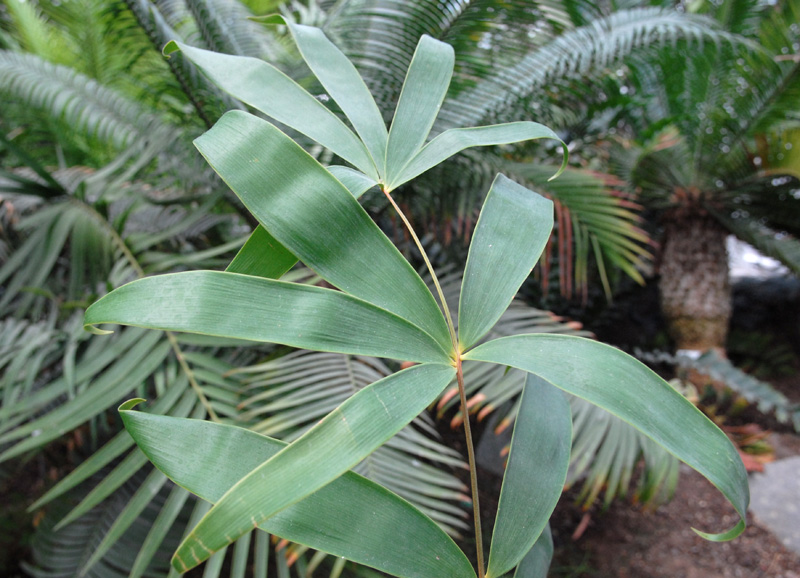
Ceratozamia hildae
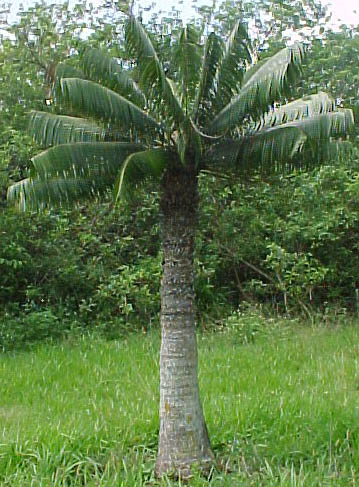
Microcycas calocoma
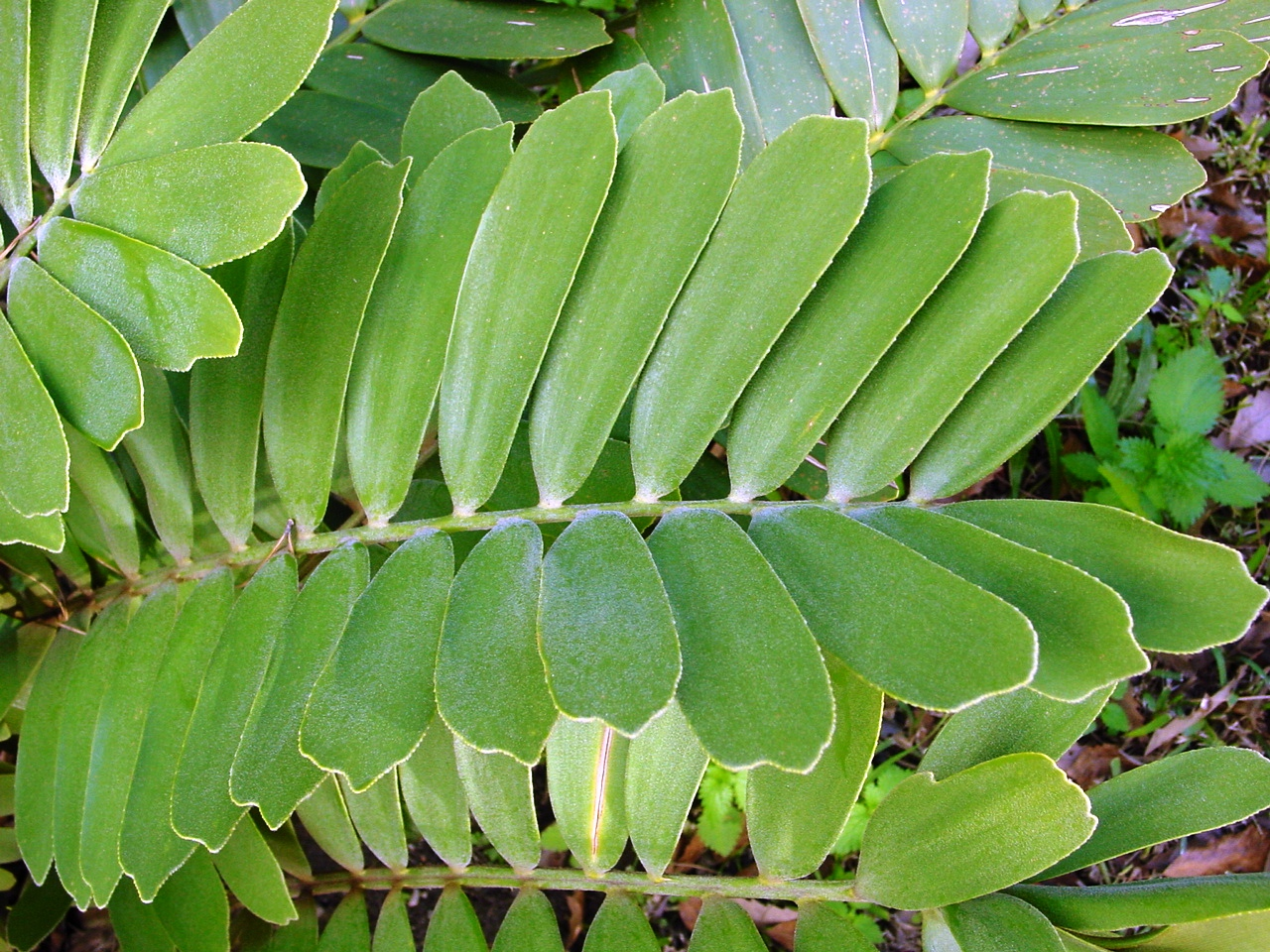
Zamia furfuracea